# Martín Miguel
Martín Miguel is een gemeente in de Spaanse provincie Segovia in de regio Castilië en León met een oppervlakte van 15,30 km². Martín Miguel telt 218 inwoners (1 januari 2016).

## Demografische ontwikkeling
Bron: INE, 1857-2011: volkstellingen